# 雨に唄えば
『雨に唄えば』（あめにうたえば、原題：Singin' in the Rain）は、1952年に公開されたアメリカ合衆国のミュージカル映画。1929年の同名楽曲を原案とし、サイレント映画からトーキー映画に移る時代のハリウッドをコメディを交え描いた作品である。ジーン・ケリーとスタンリー・ドーネンが監督し、ケリー、ドナルド・オコナー、デビー・レイノルズが主演した。
ハリウッドを代表するミュージカル映画の傑作として知られ、批評家から「ミュージカル映画史上最高の作品」と評されることがよくあるなど、今なお、色あせることなく輝きを放っている。特に、ジーン・ケリーが土砂降りの雨の中、主題歌を歌いながらタップダンスを踊る場面は、映画史に残る名シーンとされる。
1989年、「文化的・歴史的・芸術的にきわめて高い価値を持つ」とみなされアメリカ国立フィルム登録簿に登録された。また、アメリカ映画協会（AFI）が発表したミュージカル映画ベストの第1位、アメリカ映画主題歌ベスト100の第3位、アメリカ映画ベスト100の第10位、情熱的な映画ベスト100の第16位に選出された。2003年には、スティーヴン・ジェイ・シュナイダーの『死ぬまでに観たい映画1001本』にも掲載された。また、Rotten Tomatoesの支持率100%の映画のうちの1つでもある。

## ストーリー

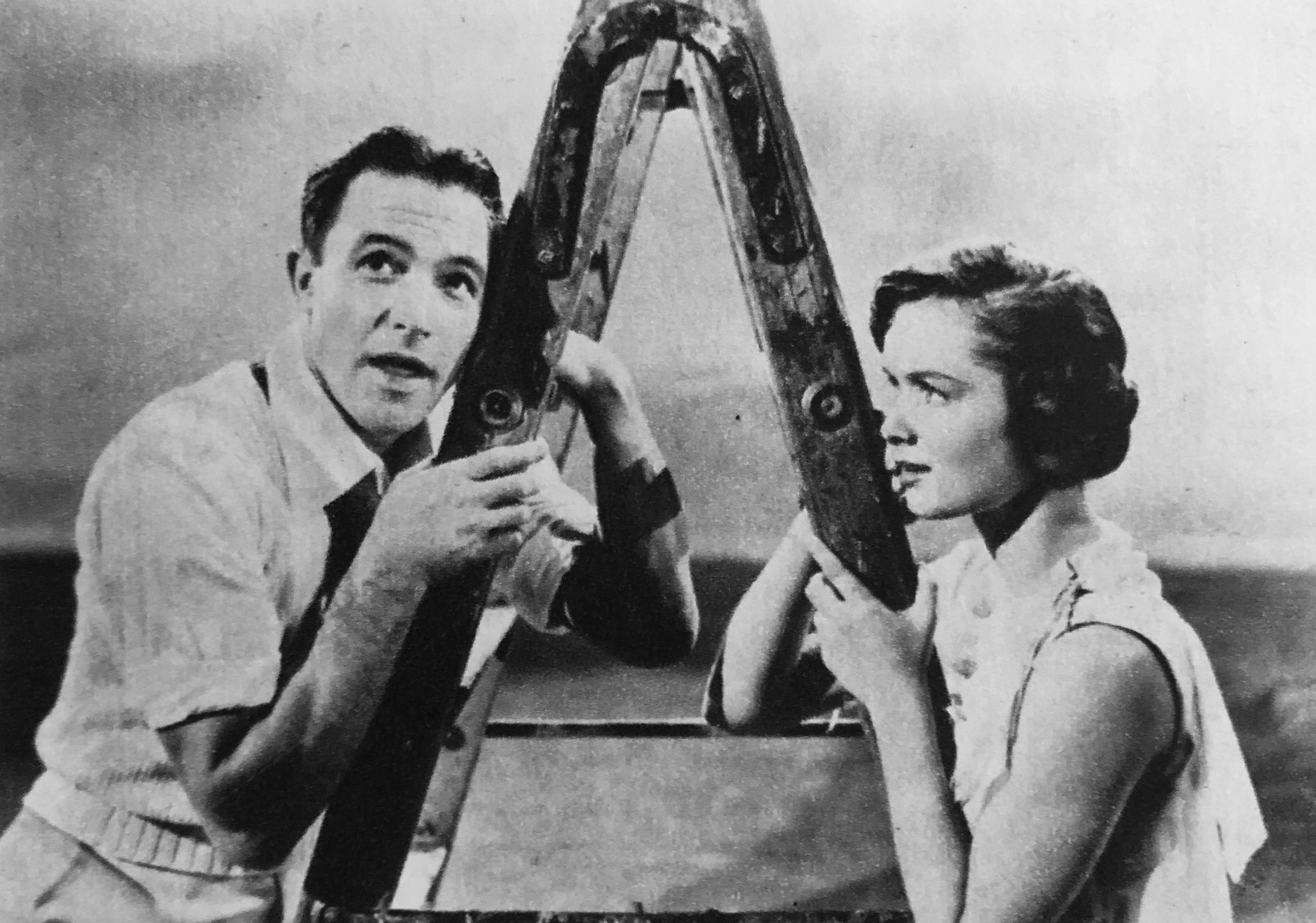
ジーン・ケリーとデビー・レイノルズ

サイレント映画全盛の時代、俳優ドンと大女優リナ・ラモントはドル箱の映画スターであり、大スター同士のカップルともてはやされていた。しかし実際は、リナが一方的にドンに惚れているだけであった。そんな中、ドンは駆け出しの女優キャシーと恋仲になってしまう。
やがて長編映画として世界初のトーキー「ジャズ・シンガー」が大成功をおさめたことにより、ハリウッドにトーキーの波が押し寄せる。
そこで彼らの映画会社では、当時作りかけだったドン＆リナのサイレント映画を無理矢理トーキーにすることに決定。しかしながら、トーキーのノウハウを知らなかったことに加え、一番の問題はリナが致命的な悪声の持ち主であったために映画の試写会は散散な結果に終わる。そんな映画を公開したら俳優人生が崩壊してしまうと危機を感じたドンとその親友コズモ、キャシーの三人は映画をミュージカルに作り替えることを思い立つ。あとはリナの声をどうするのかが問題だったが、コズモのアイデアでキャシーがセリフも歌も全て吹き替えることになる。こうして撮り直しは順調に進むが、吹替を知ったリナは、怒りと嫉妬から契約を盾にキャシーを自分の吹替専門担当にして表に出られないようにしてしまう。
映画の完成披露試写会が開かれ、ドンとリナの歌声は観客から喝采を受ける。すると調子に乗ったリナが自らの声でスピーチをしてしまう。声が違うことを怪しんだ観客から、リナが生で歌うように迫られると、ドンと映画会社社長はリナを罠にはめることを思いつく。まず、リナの背後でカーテンに隠れてキャシーが代わりに歌い、リナには歌っているフリをさせる。そしてキャシーの歌声で「雨に唄えば」が披露されると、ドンたちはカーテンを開き、キャシーが吹き替えていることを観客に見せてしまう。こうしてキャシーはスターの座を手に入れ、ドンとキャシーは結ばれる。

## キャスト
| 役名                   | 俳優                 | 日本語吹替 | 日本語吹替                                                                                             | 日本語吹替                                   |
| 役名                   | 俳優                 | NHK版      | フジテレビ版                                                                                           | PDDVD版                                      |
| ---------------------- | -------------------- | ---------- | --- | -------------------------------------------- |
| ドン・ロックウッド     | ジーン・ケリー       | 愛川欽也   | 井上孝雄                                                                                               | 堀川りょう                                   |
| コズモ・ブラウン       | ドナルド・オコナー   | 八代駿     | 広川太一郎                                                                                             | 大塚智則                                     |
| キャシー・セルダン     | デビー・レイノルズ   | 池田昌子   | 岡本茉莉                                                                                               | 加納千秋                                     |
| リナ・ラモント         | ジーン・ヘイゲン     | 桜京美     | 向井真理子                                                                                             | 安藤麻吹                                     |
| R・F・シンプソン社長   | ミラード・ミッチェル | 河村弘二   | 中村正                                                                                                 | 仲野裕                                       |
| ドンのダンスパートナー | シド・チャリシー     | ※発言無し  | ※発言無し                                                                                              | ※発言無し                                    |
| デクスター監督         | ダグラス・フォーリー | 近石真介   | 勝田久                                                                                                 | 田坂浩樹                                     |
| ゼルダ・ザンダース     | リタ・モレノ         |            | 中川まり子                                                                                             | 小林美穂                                     |
| 不明 その他            | N/A                  |            | 市川千恵子 加藤正之 石森達幸 小倉勝保 上田敏也 石丸博也 清川元夢 若本規夫 麻上洋子 半田晶子 塚田恵美子 | 中神亜紀 丸山壮史 七瀬みーな 安芸此葉 志摩淳 |

- NHK版：初回放送1971年6月5日『劇映画』14:10-15:40[12]
  - 1972年2月18日以降、テレビ東京での再放送にも使用されている｡
- フジテレビ版：初回放送1977年12月30日『ゴールデン洋画劇場』21:00-22:54
  - 2022年発売「雨に唄えば 日本語吹替音声追加収録版（吹替の力）」4K ULTRA HD Blu-rayのみに収録[13][14]。
- PDDVD版：株式会社ワールドピクチャー発売のDVDに初収録。Amazonプライム・ビデオなど一部配信サイトでも使用。

## スタッフ
- 監督: ジーン・ケリー、スタンリー・ドーネン
- 製作: アーサー・フリード
- 脚本: アドルフ・グリーン、ベティ・コムデン
- 撮影: ハロルド・ロッソン（英語版）
- 編集: アドリアン・フェイザン（英語版）
- 作詞: アーサー・フリード
- 作曲: ナシオ・ハーブ・ブラウン（英語版）
- 音楽: レニー・ヘイトン（英語版）

### 日本語版
| -    | NHK版      | フジテレビ版             | PDDVD版                    |
| ---- | ---------- | ------------------------ | -------------------------- |
| 演出 | 好川あつし | 春日正伸                 | 粂田剛                     |
| 翻訳 |            | 榎あきら                 | 別所里織                   |
| 調整 |            | 山田太平                 | 堀井義文                   |
| 制作 |            | オムニバスプロモーション | 株式会社ワールドピクチャー |

## 楽曲

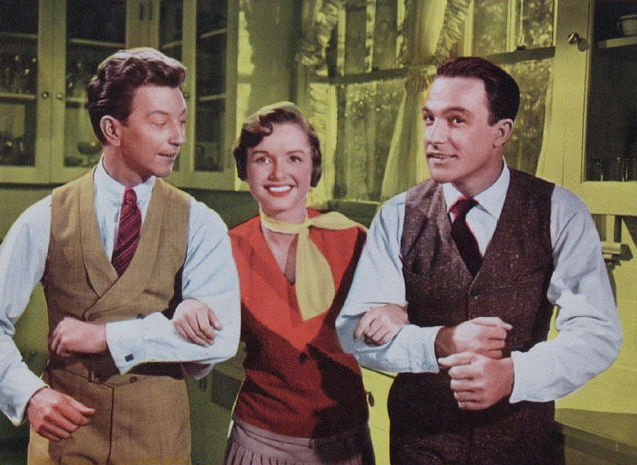
左からオコナー、レイノルズ、ケリー

元々アーサー・フリード作詞、ナシオ・ハーブ・ブラウン作曲によるコンビが手掛けた曲を集めた作品として企画されたため、楽曲の大半は過去のMGMミュージカル映画で使用された曲の流用である。新曲は2曲のみ。
特に明記されていない限り、曲はすべてフリード作詞、ブラウン作曲である。書き下ろし曲は太字で表記。表題曲「雨に唄えば」はこちらを参照。
- ピンピンしてる／フィット・アズ・ア・フィドル（Fit as a Fiddle） - フリード作詞、アル・ホフマンとアル・グッドハート作曲による、1932年発表の楽曲。
- テンプテーション（Temptation） - 初出は1933年公開『虹の都へ』。本作ではインストゥルメンタルのみ。
- あなたの夢ばかり（All I Do Is Dream of You） - 初出は1934年公開『蛍の光』。
- 奴らを笑わせろ／メイク・エム・ラフ（Make 'em Laugh） - フリード作詞、コール・ポーター作曲「ビー・ア・クラウン」のパロディ曲。ドーネンには「100％盗作」といわれたが、ポーターから訴えられることはなかった[17]。
- 邦題不明（I've Got a Feelin' You're Foolin'） - 初出は1935年公開『踊るブロードウェイ』。
- 君は僕のために生まれてきた／ユー・ワー・メント・フォー・ミー（You Were Meant For Me） - 初出は1929年公開『ブロードウェイ・メロディ』。
- あなたは私の幸運の星（You Are My Lucky Star） - 初出は1935年公開『踊るブロードウェイ』。
- モーゼズ（Moses Supposes） - ベティ・コムデン・アドルフ・グリーン作詞・ロジャー・イーデンス作曲。アメリカの早口言葉「Moses supposes his toeses are roses」を基にした曲。
- グッド・モーニング（Good Morning） - 初出は1939年公開『青春一座』。
- あなたは？（Would You） - 初出は1936年公開『桑港』。
- ブロードウェイ・メロディ・バレー（Broadway Rhythm Ballet） - 初出は1929年公開『ブロードウェイ・メロディー』。1935年公開『踊るブロードウェイ』での楽曲「ブロードウェイ・リズム」と組み合わせ使用。

## 製作

日本公開時のポスター

### 企画
MGMスタジオのミュージカル部門の責任者であったアーサー・フリードは、彼自身が作詞し、ナシオ・ハーブ・ブラウンが作曲した1929年の同名楽曲に基づいた映画を作ることを考案。二人のコンビによる過去のヒット曲を集めたミュージカルとして企画された。脚本は当初、1928年公開の映画『好いて好かれて』の翻案した内容であり、1949年にプロットが完成するも、同年内に企画は一度中断する。
1950年末、フリードは題名と自身の曲を使う考えはそのままに、オリジナル脚本で製作することに方針を変えて企画が再始動する。そのアイデアを、作詞ができる脚本家としてコンビで活躍していたベティ・コムデンとアドルフ・グリーンに伝え、二人はフリードの曲を聴き続けながら脚本執筆にとりかかった。二人は当初、フリードによる「『雨に唄えば』をはじめ過去に作った20曲以上の歌すべてが出てくる映画を作ってほしい」という指示に困惑したという。
コムデンとグリーンは、物語の時代設定を『雨に唄えば』をはじめフリードが多くの曲を発表し、サイレント映画がトーキーに取って代わられミュージカル映画が人気だったハリウッドにすることにした。この時代は、二人が幼少から思春期を過ごし多くのハリウッドに関する出来事を知っていたこともあり、アイデアは豊富にあったという。当初、ハワード・キールが主演候補と聞いた二人は、かつて売れない西部劇俳優だった男が歌うカウボーイとして成功する物語を作り上げようとしたが、次第に俳優ジョン・ギルバートの経歴に触発され、冒険活劇のヒーローだった俳優が得意な歌と踊りを活かしサイレントからトーキーへの移行を生き残るという物語に変わっていった。同時に、二人は「これはジーン・ケリーにふさわしい物語である」と考えるようになったという。

### キャスティング
ジーン・ケリーは当初、スタンリー・ドーネンと共に『巴里のアメリカ人』の製作に没頭していたため、このプロジェクトに参加していなかった。撮影を終えたケリーとドーネンは、古くからの付き合いであるコムデンとグリーンの脚本に興味を示したことでプロセスはスムーズに進み、すぐにスクリプトの書き直しと調整に関与するようになった。
ケリー演じるドンの相棒コズモ役に、フリードは当初オスカー・レヴァントを考えた。だがケリーら四人はこれに反対し、ケリーと共に踊ることができる軽やかな役者を求めた結果、ユニバーサル・ピクチャーズ所属のドナルド・オコナーが貸し出される形で起用されることとなった。
ドンの恋人キャシー役には、当時女優としてのキャリア、ダンス経験が共に浅かったデビー・レイノルズが抜擢された。これは、彼女がMGM所属で、同社からスターを作りたいと考えたルイス・B・メイヤーの意向が大きかったとされる。キャリアの浅さに反し起用されたレイノルズにケリーは不満を表したとされる一方、ケリーとドーネンはレイノルズが歌う「アバ・ダバ・ハネムーン（Aba Daba Honeymoon）」を聞いて以来、彼女がキャシー役に最適と考えていたともされる。
リナ役に関して、当初コムデンとグリーンは親友だったジュディ・ホリデイを念頭に置いて脚本執筆をしていたが、彼女が既に大物になりすぎていたことなどから、最終的にMGM所属の女優だったジーン・ヘイゲンが選ばれた。

### エピソード
撮影は、様々な場面を同時進行で行っていた。また、現場ではケリーとドーネンが「素晴らしい相互依存であり自立的関係でもあった」ことから、それぞれ別のシーンを撮影することもあったという。

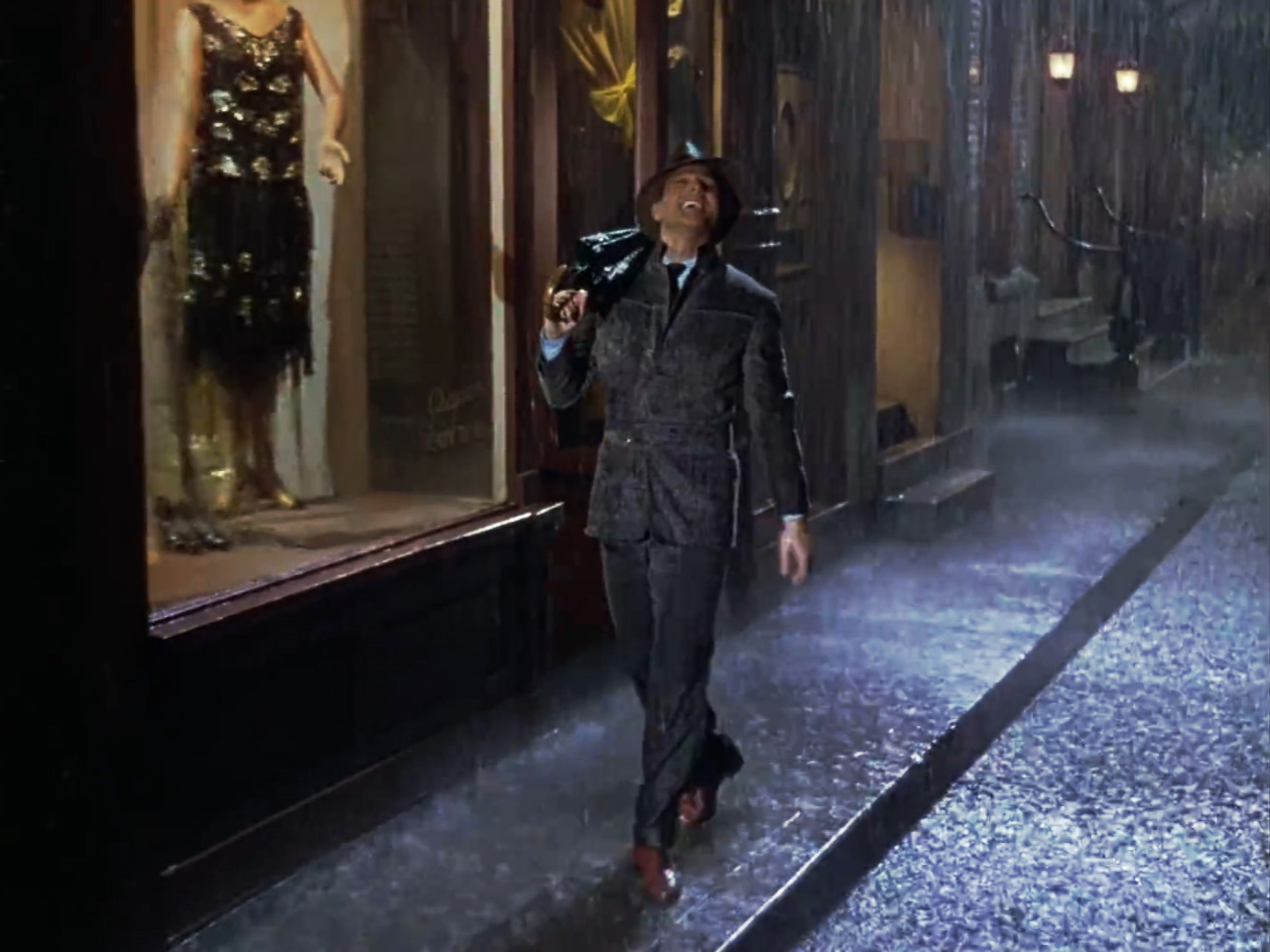
「雨に唄えば」の歌唱場面

有名な「雨に唄えば」を踊り歌う場面の撮影時、ケリーは39.4度の高熱をだしていた。使用された水により、ケリーのウールのスーツは撮影中に縮んだという。なお、この撮影には「あらかじめ設置されたカメラにより、ケリーは撮影を曲全体通しの1テイクで終えた」「雨水にはカメラによりよく映るよう牛乳が混ぜられた」という逸話があるが、後年には共に否定され、撮影には2〜3日かかったこと、バックライトを工夫することで雨は水のみで撮れたことが明かされている。
ドナルド・オコナーが歌う曲は、もともとコムデンとグリーンが「元気づけの歌として台本に痛々しく押し込んだ」という「The Wedding Of The Painted Doll」の予定だったが、彼のコミカルな部分を活かすため、新曲の「奴らを笑わせろ」に置き換えられた。オコナーはこの場面の撮影時、コンクリートの床でジャンプやしりもち、さらにケリーの要望で若手時代以来となる2回の空中回転など体を張ったパフォーマンスをした結果、撮影後に打撲・体を擦った火傷などの痛みや倦怠感から数日の入院生活を送ることになった。だがその後、カメラのトラブルで上手く撮影できていなかったことが判明。結局この場面は退院後に撮り直しとなった。
ドナルド・オコナーは、後年に撮影をあまり楽しめなかったことを明かしている。暴君のような振る舞いを見せることもあったケリーに気を遣うあまり、最初の数週間はミスを恐れながら演じていたといい、撮影時はたばこを1日4箱吸っていたという。
デビー・レイノルズは、ダンスに関してほぼ未経験の状態から約3か月の訓練だけで撮影に臨んでいた。このことから、完璧主義者のケリーは彼女を侮辱したこともあり、ピアノの下で隠れて泣くレイノルズを見たフレッド・アステアは彼女を慰めたり練習を手伝ったという。ケリーは後年、当時レイノルズに親切でなかったことを認め、そんな自分へ撮影後も交流を続けてくれる彼女には驚いたと明かし「デビーは牡牛のように強く、レスリー・キャロンと違い何時間も練習ができた。それに彼女は真似をするのが上手くて、大した苦労もなく複雑なダンスを覚えることができた」と彼女を高く評価した。なお、レイノルズ本人は後年「彼の教えのおかげでその後も芸能活動を続けることができた」とする一方で「人生で一番辛かったのは出産と『雨に唄えば』だった」とも語っている。
「グッド・モーニング」の場面は、午前8時から午後11時までの長時間にわたる撮影となり、最後のダンスを終えソファーに倒れる場面は40回撮ったという。終了後、レイノルズの足は出血していたという。
ジーン・ヘイゲンは役作りでリナの独特な声を作る際、下級労働者の役や話が長い先生の役、よく怒鳴る役で知られていたキャスリーン・フリーマンの協力を得たという。なお、フリーマンは本作に、声楽の講師役としてノンクレジットで出演している。
レイノルズの歌のうち「あなたは？」と「あなたは私の幸運の星」の2曲はベティ・ノイスが吹き替えている。また、キャシーがリナの台詞を吹き替えるシーンでは、リナ役であるヘイゲン本人の地声が吹き替え後の声として使われている。
本編冒頭でケリー演じるドンの主演作として流れた「ザ・ロイヤル・ラスカル」の映像は、ケリー主演の映画『三銃士』の映像が流用された。
最後のキャシーが泣く場面で、レイノルズは上手く泣くために玉ねぎを使っている。

## 評価
MGMの記録によると、初公開中にアメリカとカナダで3,263,000ドル、海外で2,367,000ドルを稼ぎ、スタジオに666,000ドルの利益をもたらした。また、アメリカとカナダでその年の10番目に高い売上高の映画だった。
初公開当時の評価は「良くできたミュージカル・コメディーの一つ」とさほど高いものではなく、当時のアカデミー賞では助演女優賞とミュージカル映画部門の音楽賞にノミネートにとどまった。だが、再公開やテレビ放映、ビデオ発売などをそれぞれ契機として、後の世代の人々にも幅広く目に触れるようになったことで、時代と共にその評価を高めて行ったという。
- 「ズタ袋のような衣装はいただけないが、音楽は素晴らしい。」（ロンドン・イブニング・スタンダード誌）
- 「天国のように素晴らしい。ミュージカル映画史上最高の作品だね。ジーン・ケリーとスタンリー・ドーネンは監督として素晴らしい仕事をしているし、この映画のジーン・ケリーは、とにかく素敵だよ。ドナルド・オコナーのナンバー`Make Em Laugh`も奇跡的な素晴らしさだ。」（メル・ブルックス）

## 受賞歴
| 賞                                 | 部門                                            | 対象                                | 結果       | 出典   |
| ---------------------------------- | ----------------------------------------------- | ----------------------------------- | ---------- | ------ |
| 第25回アカデミー賞                 | 助演女優賞                                      | ジーン・ヘイゲン                    | ノミネート | [ 41 ] |
| 第25回アカデミー賞                 | 作曲賞                                          | レニー・ヘイトン                    | ノミネート | [ 41 ] |
| 第6回英国アカデミー賞              | 作品賞                                          | -                                   | ノミネート | [ 42 ] |
| 第5回全米監督協会賞                | 長編映画監督賞                                  | ジーン・ケリー スタンリー・ドーネン | ノミネート | [ 43 ] |
| 第10回ゴールデングローブ賞         | 映画部門作品賞 (ミュージカル・コメディ部門)     | -                                   | ノミネート | [ 44 ] |
| 第10回ゴールデングローブ賞         | 映画部門主演男優賞 (ミュージカル・コメディ部門) | ドナルド・オコーナー                | 受賞       | [ 44 ] |
| ナショナル・ボード・オブ・レビュー | トップ10の映画                                  | -                                   | 8位        | [ 45 ] |
| 第5回全米脚本家組合賞              | ミュージカル脚本賞                              | ベティ・コムデン アドルフ・グリーン | 受賞       | [ 46 ] |

アメリカン・フィルム・インスティチュートによる以下のリストにランクインしている。
- 1998: アメリカ映画ベスト100 – #10[9]
- 2000: アメリカ喜劇映画ベスト100 – #16[8]
- 2002: 情熱的な映画ベスト100 – #16[10]
- 2004: アメリカ映画主題歌ベスト100:
  - "雨に唄えば" – #3[47]
  - "奴らを笑わせろ" – #49[47]
  - "グッド・モーニング" – #72[47]
- 2006: ミュージカル映画ベスト – #1[7]
- 2007: アメリカ映画ベスト100（10周年エディション） – #5[48]

1989年には、「文化的・歴史的・芸術的にきわめて高い価値を持つ」とみなされアメリカ国立フィルム登録簿に登録。同登録簿に選ばれた最初の25本の映画の1つだった。

## 研究
明治大学政治経済学部教授で文学者のマーク・ピーターセンは、"You Were Meant for Me"という劇中歌の歌詞"You Were Meant for Me"について、概して「『君は僕のために生まれてきたんだ』『あなたは私と出会うために現れた』という直訳は日本の男性が真面目な顔をして言えるようなセリフではなさそうだ」「実際、いきなり『君は僕のために生まれてきたんだ』と言われたら、好きでなくなるかもしれない」と前置きした上で「"Were Meant for"の主語は運命、もっと厳密に言えば創造主、神である。神や運命を信じない人でも平気でその表現を使うということも面白い」と解説している。同時に日本語字幕の「ふたりは結ばれていた、小指を赤い糸で」は映画のセリフを日本語で意訳する際の限度に近いとしている。
経営学者のジョーン・マルケスは、 視点を変えることの大切さとして本作を引用し、「困難な時期をすばらしい経験に変えることが人生での大切な技術かもしれない。雨を嫌うか、雨の中で踊るか、私たちは選択することができる」と語っている。

## その他
- 作品中（オープニングタイトル、エンドロール、など）に著作権表記が無かったため、公開当時の米国の法律（方式主義）により権利放棄とみなされ、パブリックドメインとなった[51]。
- 本作の三色テクニカラーによるネガフィルムは、1978年の火災で1リールを残して失われた[52]。その後、2002年にデジタルリマスターが行われ、2012年には火災で無事だったフィルムと数世代後のファイングレインフィルム（英語版）を組み合わせた4Kリマスターが作成された。この映像は、元の素材を考慮した上で「奇跡にほかならない」と評されている[52][53][54]。